# Steambreather
Steambreather ist ein Lied der US-amerikanischen Progressive-Metal-Band Mastodon. Es ist die dritte Single aus ihrem siebten Album Emperor of Sand.

## Entstehung und Hintergrund
Das Lied wurde vom Gitarristen Bill Kelliher und vom Schlagzeuger Brann Dailor geschrieben. Im Text von Steambreather werden die Nazca-Linien in Peru erwähnt. Hierbei handelt es sich um Geoglyphen, die von einer antiken Zivilisation als Fruchtbarkeitsritual angelegt wurden, welche die langen Dürreperioden der Gegend bekämpfen sollten. Der an Krebs erkrankte Protagonist des Albums versucht hier, es regnen zu lassen um sein Leid zu lindern. Aufgenommen wurde das Lied im The Quarry Recording Studio in Kennesaw mit dem Produzenten Brendan O’Brien. Mit einer Länge von 5:03 Minuten ist Steambreather das drittlängste Lied von dem Album Emperor of Sand.
Für das Lied wurde ein Musikvideo gedreht, bei dem Essy May und Stevie Gee Regie führten. In dem Video sieht man zwei Metalheads, die das Selbsthilfeseminar Atem des Lebens – Tiefe nasale Erleuchtung besuchen. Die Veranstaltung entpuppt sich im Verlauf als eine finstere Versammlung, bei der die Seminarleiter die Gäste in surrealistische, traumartige Zustände bringen. Die Körper der Gäste werden in eine Art von Brei verwandelt.

## Rezeption
Für Lucas Prieske vom Onlinemagazin Stormbringer haben Mastodon selten „einen solch durch und durch epischen und fesselnden Song geschrieben“, dessen Refrain „eine neue Ära des Songwritings der Band eröffnen würde“. Von „großen Melodien bis harten Riffs“ wäre „alles vertreten“. Laut L. Saunders vom Onlinemagazin Angry Metal Guy weckt das „exzellente“ Lied Erinnerung an Alice in Chains’ „unterbewertetes selbstbetiteltes Album wach“, dass von Brann Dailors „einprägsamer Gesangsmelodie, stellarem Schlagzeugspiel und beeindruckender Rockdymnaik unterstützt wird“. Laut Phil Witmer vom Onlinemagazin Noisey ist das Musikvideo sehr lustig, allerdings würde es dazu führen, Angst vor Nasen zu bekommen. Das Video würde so aussehen, als wenn David Cronenberg bei dem Film Wayne’s World Regie führen.
Das deutsche Magazin Visions führte das Musikvideo auf ihrer Liste der 20 besten Musikvideos von 2017.